# Tinggi Ari
Tinggi Ari is een bestuurslaag in het regentschap Kaur van de provincie Bengkulu, Indonesië. Tinggi Ari telt 552 inwoners (volkstelling 2010).